# Шаров, Владимир Александрович
Влади́мир Алекса́ндрович Шаро́в (до 1963 года Шаро́в-Ню́ренберг; 7 апреля 1952, Москва — 17 августа 2018, там же) — русский писатель, историк. Лауреат ряда литературных премий, в том числе таких крупных, как «Русский Букер» и «Большая книга», кандидат исторических наук.
Автор девяти романов, двух сборников эссе, двух сборников стихотворений. Романы Шарова переведены на английский, арабский, болгарский, итальянский, китайский, французский и другие языки.
Единоутробный брат биофизика, физикохимика Анатолия Жаботинского, чьё имя увековечено в названии класса колебательных реакций, известного как реакция Белоусова — Жаботинского.

## Биография

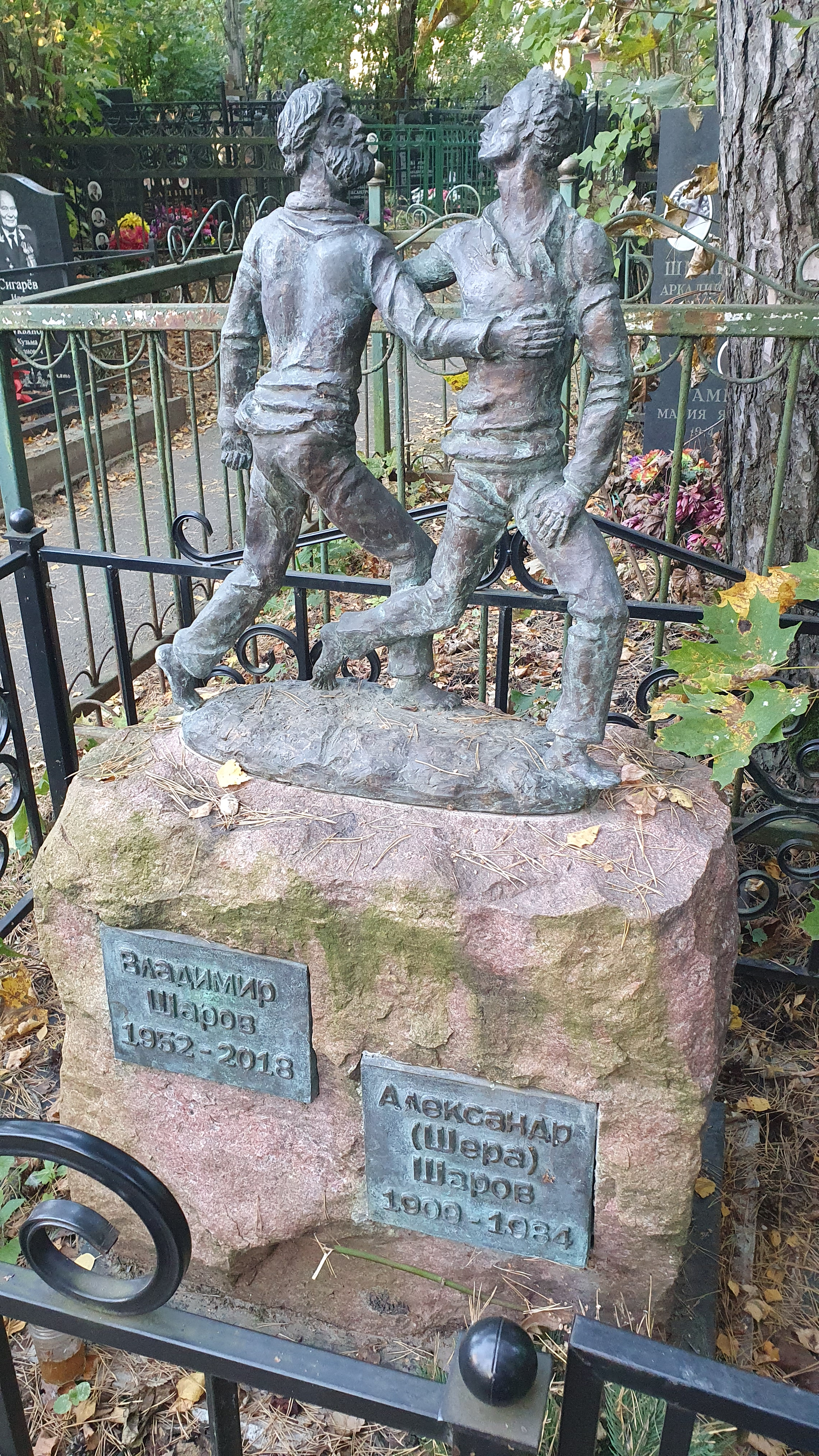
Надгробие на могиле Владимира Шарова и Александра Шарова на Переделкинском кладбище

Родился в семье физика и популяризатора науки Анны Михайловны Ливановой (урождённая Лившиц, в замужестве Шарова) и писателя и журналиста Александра Израилевича Шарова.
Окончил физико-математическую школу № 2. В 1969 году поступил в Московский институт народного хозяйства им. Г. В. Плеханова, через месяц после начала учёбы вышел в академический отпуск. В 1970 году принимал участие в археологической экспедиции в Нукус, затем вернулся в институт, но был отчислен за организацию забастовки.
В 1971 году работал в производственно-издательском комбинате Всесоюзного института научной и технической информации, затем — грузчиком в издательстве «Советский художник».
В 1972 году по совету историка-античника А. И. Немировского поступил на заочное отделение исторического факультета Воронежского государственного университета. Во время сдачи экзаменов жил у Н. Е. Штемпель. В 1977 году защитил дипломную работу по теме «Сергей Федорович Платонов как историк России конца XVI — начала XVII веков» под руководством В. П. Лысцова.
В 1977—1980 годах работал во Всесоюзном научно-исследовательском институте документоведения и архивного дела. В 1980 году поступил в аспирантуру в Московский историко-архивный институт, в 1984 году защитил кандидатскую диссертацию по теме «Проблемы социальной и политической истории России второй половины XVI — начала XVII веков в трудах С. Ф. Платонова» под руководством В. А. Муравьёва.
В 1984—1986 годах снова работал во ВНИИДАД, в 1988—1990 годах — в Центральном доме культуры медицинских работников в должности руководителя дискуссионного клуба «Время и судьбы». В дальнейшем занимался исключительно писательской деятельностью.
В 1994 году вступил в Союз писателей Москвы и Московский литературный фонд, в 2004 году — в Русский ПЕН-центр (в 2017 году приостановил членство в связи с политикой Центра).
В 2018 году скончался от лимфомы. Похоронен на Переделкинском кладбище.

### Семья
Сестра от первого брака отца — библиограф Нина Лойко (род. 1931).
Брат от первого брака матери — физикохимик Анатолий Жаботинский (1938—2008).
Двоюродная сестра — переводчик Елена Суриц (1929—2022).
Двоюродный брат — издатель Сергей Ниточкин (род. 1941).
Жена (с 1974 года) — филолог, журналист Ольга Дунаевская (род. 1953). Сын — юрист, бизнесмен Арсений Шаров (род. 1978). Дочь — журналист, фотограф Анна Шарова (род. 1991).

## Оценки творчества
Владимир Шаров начал писать свой первый роман, «След в след: Хроника одного рода в мыслях, комментариях и основных датах», ещё в 1978 году, но смог опубликовать его только в 1991 году, после распада СССР. К тому моменту он уже закончил работу над вторым и третьим романами, которые были опубликованы один за другим с разницей в год. Именно публикация третьего романа Шарова — «До и во время» — в журнале «Новый мир» в 1993 году впервые привлекла к писателю широкое внимание, с тех пор не утихающее.
Основной темой творчества Шарова, согласно мнению критиков и исследователей его творчества, является взаимосвязь истории и религии. Возводя истоки Октябрьской революции к расколу Русской церкви, Шаров каждым своим романом пытается ответить на вопрос о причинах советского террора. Для этого он обращается к Библии, различным историософским концепциям (например, таким, как «Москва — третий Рим») и русской религиозной философии. При этом его размышления зачастую принимают весьма причудливую форму. Так, в уже упомянутом романе «До и во время» Иосиф Сталин оказывается одновременно сыном и любовником Жермены де Сталь и раскручивает механизм репрессий из ревности, чтобы избавиться от своих «конкурентов». Не все критики приняли поэтику этого романа, и его первая публикация вызвала литературный скандал. Сам Шаров впоследствии говорил, что так он хотел изобразить влияние французской культуры на русскую. Несмотря на это, за Шаровым всё же закрепился образ «провокатора», перевирающего историю и «сравнивающего большевизм с православием». Споря с этим, М. Н. Эпштейн писал, что таким образом «Шаров первым художественно освоил <…> многоматричность отечественной истории».
Говоря об истоках творчества Шарова, все критики (и положительно, и негативно относящиеся к творчеству писателя) единодушно возводят его к творчеству А. П. Платонова. К. Эмерсон считает, что своими романами Шаров «переоткрывает» Н. В. Гоголя, Н. Ф. Фёдорова и Платонова. В свою очередь, В. Л. Топоров, называвший Шарова «безусловным живым классиком», отмечал его влияние и на современников — М. Ю. Елизарова, Д. Л. Быкова, М. П. Шишкина. Литературоведы М. Н. Липовецкий и А. де Ля Фортель писали, что «Шаров произвёл революцию в жанре исторической прозы», так как его романы не укладываются в рамки ни реконструкций прошлого, ни альтернативной истории, ни приключений в исторических декорациях или абстрактных историософских рассуждений.

### Романы
- 1991 — «След в след: Хроника одного рода в мыслях, комментариях и основных датах»
- 1992 — «Репетиции»
- 1993 — «До и во время»
- 1995 — «Мне ли не пожалеть…»
- 1998 — «Старая девочка»
- 2002 — «Воскрешение Лазаря»
- 2008 — «Будьте как дети»
- 2013 — «Возвращение в Египет»
- 2018 — «Царство Агамемнона»

### Сборники эссе
- 2009 — «Искушение революцией»
- 2018 — «Перекрёстное опыление»

### Сборники стихотворений
- 1996 — «Стихи»
- 2016 — «Рама воды»

## Признание

### Владимир Шаров
- 1998 — премия журнала «Знамя» за роман «Старая девочка».
- 2002 — премия журнала «Знамя» за роман «Воскрешение Лазаря».
- 2008 — премия журнала «Знамя» за роман «Будьте как дети».
- 2008 — премия «Книга года» в номинации «Проза года» за роман «Будьте как дети».
- 2008 — короткий список премии «Русский Букер» за роман «Будьте как дети».
- 2008 — короткий список премии «Большая книга» за роман «Будьте как дети».
- 2013 — орден журнала «Знамя».
- 2013 — премия Союза писателей Москвы «Венец» в номинации «Проза» за роман «Возвращение в Египет».
- 2014 — премия «Студенческий Букер» за роман «Возвращение в Египет».
- 2014 — премия «Русский Букер» за роман «Возвращение в Египет».
- 2014 — третья премия «Большая книга» за роман «Возвращение в Египет».
- 2015 — премия «GQ Писатель года» за роман «Возвращение в Египет».

### Переводчики
- 2015 — премия «Read Russia English Translation Prize» за перевод романа «До и во время» на английский язык (Оливер Реди).
- 2018 — короткий список премии «Read Russia» за перевод романа «Возвращение в Египет» на сербский язык (Любинка Милинчич).
- 2018 — премия «Read Russia» за перевод романа «Репетиции» на английский язык (Оливер Реди).
- 2018 — премия Союза переводчиков Болгарии за перевод романа «Репетиции» на болгарский язык «За исключительные достижения в области перевода за 2018 год» (Здравка Петрова[болг.]).